# فیلیپ مایرهاخه
فیلیپ مایرهاخه (انگلیسی: Filip Meirhaeghe؛ زادهٔ ۵ مارس ۱۹۷۱) دوچرخه‌سوار اهل بلژیک است.
وی در مسابقات کشوری و بین‌المللی در مجموع برندهٔ ۱ مدال طلا، ۲ مدال نقره، ۲ مدال برنز شده‌است.